# Fred Rogers Productions
Fred Rogers Productions is een Amerikaanse non-profitorganisatie gespecialiseerd in educatieve Kinderprogramma's. De programma's die het bedrijf produceert worden voornamelijk door de PBS in de Verenigde Staten uitgezonden.

## Geschiedenis
De organisatie werd in 1971 opgericht onder de naam Family Communications, Inc. door Fred Rogers. Het doel van de organisatie was en is het bevorderen van kindertelevisie. In latere jaren richtte de organisatie zich ook op documentaires en opvoedingsadvies voor volwassenen en ouders. Het meest bekende, langstlopende en populairste programma dat Family Communications produceerde was Mister Rogers' Neighborhood dat werd geproduceerd van 1979 tot 2001.
Na de dood van Rogers produceerde het bedrijf geen televisieseries en richtte zich meer op educatie en leesbevordering. In 2010 werd de organisatie hernoemd naar The Fred Rogers Company ter ere van haar oprichter. In 2018 werd het bedrijf weer hernoemd tot het huidige Fred Rogers Productions.
In 2012 begon het bedrijf zich weer op televisie te richten en kwam voor het eerst in haar 40-jarige bestaan met een nieuw programma: Daniel Tiger’s Neighborhood, de geanimeerde opvolger van het veelgeprezen Mister Rogers Neighborhood. Later volgden ook enkele andere series waaronder Through the Woods, de eerste serie die ze via een app verspreidden.
De organisatie heeft anno 2019 in totaal vijf kinderprogramma's op haar naam staan. Eerdere producties die zijn geproduceerd onder de oude naam Family Communications worden grotendeels officieel niet meegerekend, omdat het merendeel aansloot op de serie Mister Rogers Neighborhood en wordt gezien als specials van deze serie. Als dit niet het geval is betreffen het vaak kortere educatieve filmpjes van maximaal 5 minuten waar Fred Rogers tegen ouders over opvoeding sprak. De serie Mister Rogers Neighborhood is een uitzondering en wordt wel meegerekend in de huidige organisatie.
Het bedrijf heeft tussen 2012 en 2019 tien mobiele apps, 60 online games en 10 live shows gelanceerd en is in de Verenigde Staten een koploper op het gebied van het opzetten van 'communities' die door vrijwilligers beheerd worden en diverse activiteiten in wijken en buurten opzetten. Ook heeft het bedrijf twee Peabody awards en 27 Emmy Awards binnengesleept.
De programma's worden anno 2019 uitgezonden in 110 landen.

## Televisieseries
Overzicht van series geproduceerd door de Fred Rogers Company:
| Jaar         | Titel                               | Bijzonderheden |
| ------------ | ----------------------------------- | --- |
| 1971 - 2001  | Mister Rogers' Neighborhood         | |
| 1978         | Christmastime with Mister Rogers    | |
| 1978 - 1980  | Old Friends...New Friends           | Documentairereeks met Rogers als presentator                                                                                            |
| 2012 - Heden | Daniel Tiger's Neighborhood         | Animatie |
| 2013 - 2018  | Peg + Cat                           | Animatie |
| 2014 - 2022  | Odd Squad                           | Een live-actie educatieve televisieserie. Co-producie met Sinking Ship Entertainment.                                                   |
| 2016         | Odd Squad: The Movie                | Kinderfilm |
| 2017         | Through the Woods                   | Educatieve animatieserie over de natuur. Elke aflevering is 3 minuten lang en alleen te bekijken via een mobiele app met dezelfde naam. |
| 2018         | Odd Squad: World Turned Odd         | Kinderfilm |
| 2019         | A Beautiful Day in the Neighborhood | Documentaire film |
| 2021 - Heden | Donkey Hodie                        | |
| 2021 - heden | Alma's Way                          | |